# جویسلین الدرز
مینی جویسلین اِلدِرز با نام اصلی مینی لی جونز، متولد ۱۳ اوت ۱۹۳۳، یک پزشک کودک و مدیر بهداشت عمومی اهل آمریکا است. او در گروه‌های کمیسیونی خدمات بهداشت عمومی آمریکا، ردهٔ دریابانی را داشته و نخستین سیاه‌پوست است که توانسته به سمت جراح کل ایالات متحده آمریکا دست یابد. الدرز را به سبب بحث‌های صریحی که در رابطه با عقایدش پیرامون موضوع‌های جنجالی چون آزادسازی مواد مخدر، خودارضایی و پیشگیری از بارداری در مدارس داشته، می‌شناسند. او به سبب عقایدش در سال ۱۹۹۴ از کار برکنار شد. وی اکنون استاد مطالعات پزشکی کودکان در دانشگاه علوم پزشکی آرکانزاس است.